# Асклепион
Асклепиони (на старогрчком —Ασκληπιειον или латинском — Aesculapium) су антички старогрчки храмови посвећени богу медицине Асклепију. Асклепиони нису били само култни објекти (светилишта), већ и лечилишта или медицински центри који су имали значајан утицај на даљи развој медицине у древној Грчкој и шире. Археолошким истраживањима откривено је постојање многих храмова посвећених Асклепију, међу којима су најпознатији они у Книду, Кнососу, Епидауру, Пергаму. У њих су долазили болесници, а Асклепије им се јављао у сну или преко свештеника и давао им упутства за лечење.

## Асклепије
Главни бог медицине (заштитник лекара и болесника) је Асклепије (који се касније латинизирао: Ескулап), син Аполона и ученик мудрог кентаура Хирона који га је и упутио у вештине медицине. Изгледа да је Асклепије доиста живео у 12. веку п. н. е. и да је био толико вешт да је након смрти проглашен за бога медицине. Увек се приказује са штапом око којег је обавијена змија.

## Значај
Захваљујући акумулацији и систематској анализи медицинског знања кроз више стотина година, асклепиони су имали значајан утицај, на школовање будућих лекара али и на развој античке медицине. Тако је нпр. отац медицине Хипократ, студирао у асклепиону у Косу, а затим посетио и друге храмове древне Грчке, проучавајући таблице лечених болесника, састављене током лечења и сачуване у њима. Такође је и древни римски лекар Гален, пре него што је постао лекар цара Марка Аурелија, студирао у Асемији Пергаму.
Асклепион Епидаурус, који је уписан у УНЕСКО-ову листу светске баштине, у својим ризницам сачувао је 3 мермерне плоче, датоване око 320. п. н. е. на који се уклесани медицинске подаци и опис терапије коју је спровело 70 болесника.
Ови храмови имају значај и за музеализацију медицине, јер су захваљујући асклепионима у античко доба, настали најранији сачувани облици колекционирања предмета повезаним са здрављем и лечењем. Били су то заветни дарове (вотиве), поклањани боговима у знак захвалности за излечење. Посебно су били заступљени анатомски вотиви, предмети израђени у облику делова тела или органа, које су након лечења у асклепионима, пацијенти поклањали божанству асклепију.

## Инфраструктура
Поред светилишта посвећеног Асклепију, или другим боговима за које се веровало да имају исцелитељске моћи, у саставу асклепиона биле су и грађевине намењене за терапију, библиотека, позориште, базени за купање, често са термоминералном водом, јер се асклепион обично граеио у близини извора чија се вода сматрала лековитом. Сам храм био је окужен и шумом.
Главни део светилишта био је храм (дом божанства); окружен галеријом, која је била место за молитве и фонтаном или базеном за купање и / или прочишћење душе болесника.
Нека светилишта попут оног у Косу имала су велики хостел са 160 соба за пацијенте и њихове пратиоце, купке, палаестру, гимназијум, одеон, стадион и најсавршенији пример грчког позоришта, изузетно прилагођеног пејзажу, лепих пропорција и са савршеном акустиком.

## Облици терапије
Најважнији третман који је пружан у овим храмовима била је инкубација током које је пацијент спавао у светилишту. Док је спавао у храму у сну га је посећивао бог којем је храм посвећен, лечио га непосредно или је му је кроз сан давао упутства о даљем лечењу. Болесник је је сутрадан сан казивао свештенику, који је потом примењивао препоручене поступке од стране богова. Објашњење лежи у томе да су свештеници осим ритуалне примењивали и рационалну терапију, а да то болесници нису ни примећивали.
Током лечења обавеза свештеника је била да састави таблице у којима је описиван; ток болести, предузете медицинске мере, и оно што је довело до жељеног резултата. Тако су свештеници допринели акумулацији медицинског знања у библиотекама ових храмова.
Још увек су у таквим храмовима сачуване писмене захвнице болесника за бројна излечење.

## Асклепионови храмови
Преко 300 асклепиона откривено је широм древне Грчке, најчешће саграђеним на усамљеним местима окруженим модерним бањама или планинским санаторијумима. Међу најпознатијим храмовима били су:
- Трика или Трикала, насеље из времена Хомера. По легенди, овде су рођена 3аргонаута, а можда и бога медицине Асклепија. Ово се претпоставља по положају древне грађевине Асклепиона (лечилишног места), најстаријег у Грчкој, а чији су остаци нађени у средишњем делу данашње Трикале.
- Епидаур, древно археолошко налазиште, некада јсветилиште античког бога Асклепија (rimski Eskulap) и чувено античко лечилиште. Ово место је раније било познато као место посвећено лечењу, још из раних микенских времена (16. век п. н. е.). Ту се поштовао Малеатас, коме су се приписивала исцелитељска моћ. Кроз векове, стара божанства заменили су Олимпијски богови.
- острво Кос,
- Атина,
- Коринт,
- Пергам, у коме су се налазила здања као што су позориште, стадион и амфитеатар и Асклепијево светилиште.

Карактеристично за ове храмове било је и присуство паса и невеномозних змија, познатих као ескулапске змије, које су посећивале сале и спаваонице и који су играли важну улогу у лековитим активностима.
Асклепије је можда прво обожаван као херој у Трикаи  (модерна Трикала), Тесалија, Грчка. Древни митографи су Трику углавном сматрали местом Асклепијевог рођења, али до данас археолошка ископавања још увек нису открила његово уточиште.
С друге стране, Епидаур је био прво место за обожавање Асклепија као бога, почевши негде у 5. веку пре нове ере. Асклепеион у Епидауру је обиман и добро очуван. Такође постоји асклепеј који се налази на јужним падинама атинског Акропоља и датира око 420. п  н. е.. Смештен у равници Арголида на источном Пелопонезу у Грчкој, Епидаурус је био главни асклепион. Храм исцељења је добио име по Асклепију, Аполоновом сину. У Епидауру је било разних људи попут лекара и свештеника који су помагали онима који су тражили  исцељења од ових професионалаца. Пацијенти би долазили да се поклоне боговима ходочастивши на то место, обављајући молитву или жртву, дајући новчане поклоне или чак спавајући у храму. Епидаур је служио и као уточиште онима који су били изузетно болесни. На крају је током Римског царства проширен  на 180 соба за смештај умирућих и породиља.
- Асклепионов  храм на острву Кос

- Асклепионов  храм у Атини

- Асклепионов  храм у Епидауру